# Dahna (pustinja)
Dahna je središnji odjeljak Arapske pustinje. To je koridor, koji ima oblik luka i povezuje pustinju Nefud na sjeveru s pustinjom Rub' al Khali na jugu. Njegova duljina je veća od 1000 km, a ne prelazi 80 km u širinu. Također se smatra zemljopisnom granicom razdvajanja guvernata Al-Ahse od Najda.
Al-Dahna sastoji se visokih pješčanih dina, koje se širi vodoravno i zovu se vene (ar.: عروق) Uglavnom je crvene boje, jer sadrži željezove okside.
Ispod ove tvrde saudijske pustinje nalaze se tamne komore i složeni labirinti ispunjeni kristalnim strukturama, stalaktitima i stalagmitima. Na istoku pustinje Dahne, nalaze se vapnenačke špilje. Neki su malene, a neke mogu biti duge po nekoliko kilometara. Djelovanje vode neophodno je za oblikovanje tih podzemnih oblika, koji nastaju procjeđivanjem kroz topljive stijene. Proces je spor. Kišnica apsorbira ugljični dioksid iz zraka, što čini slabu otopinu ugljične kiseline, koja izgriza vapnenac pa nastaju šupljine i kanali. Lokalni beduini koriste ove špilje. Prva sustavna istraživanja počela su 1981., a provode se i danas.